# Historische Exodus-Forschung
Die Historische Exodus-Forschung beschäftigt sich mit der Frage, inwiefern der Auszug aus Ägypten, wie er insbesondere im Buch Exodus (Kapitel 1–15) der hebräischen Bibel geschildert wird, auf historische Gegebenheiten zurückzuführen ist.
Die Exoduserzählung schildert mythische Ereignisse und ist mit vielen rein erzählerischen Elementen angereichert, weshalb es sich auf keinen Fall um reine Geschichtsschreibung handelt. Auch hat es einen Auszug aus Ägypten im geschilderten Ausmaß sicher nicht gegeben. Die Erzählung gibt auch keinen klaren Hinweis auf eine spezifische Zeit in der ägyptischen Geschichte. Sie ist damit für Historiker ein kaum fassbares Ereignis.
Inwiefern das „biblische“ Israel mit einem historischen Israel der vorexilischen Zeit (vor 597 v. Chr.) übereinstimmt, lässt sich in Anbetracht der problematischen Quellenlage somit nur schwer beantworten und wird in der Forschung äußerst kontrovers diskutiert. Auf der einen Seite stehen Forscher, welche die Historizität der Auszüge Israels aus Ägypten zumindest in ihren Grundzügen verteidigen, auf der anderen Seite solche, welche die Historizität des Exodus mehr oder minder radikal abstreiten und die geschilderten Ereignisse in den Bereich der Mythenbildung späterer Epochen verweisen.
Verschiedene Forscher gehen davon aus, dass die Exoduserzählung nicht auf eine bestimmte historische Situation zugeschnitten ist, sondern aus einer langen Erfahrungsgeschichte Israels erwachsen ist. Die hieraus resultierende Offenheit der Erzählung soll den israelitischen Nachfahren ermöglichen, „den Pharao“ in wechselnden politischen Situationen immer wieder neu mit den aktuell bedrohenden Potentaten gleichsetzen zu können, seien es nun die ägyptischen Pharaonen, wie Ramses II., Merenptah oder Ramses III., die eigenen Könige wie Salomo und Ahab, oder die assyrischen und babylonischen Fremdherrscher wie Sanherib und Nebukadnezzar II.
Jan Assmann prägte den gedächtnisgeschichtlichen Ansatz, der nicht mehr danach fragt, „wie es eigentlich gewesen“ ist, sondern danach, wie es erinnert wurde. So dürften sich mit der Exoduserzählung verschiedene historische Erinnerungen verknüpft haben, beispielsweise an die Hyksos, an die ägyptische Kolonialherrschaft in Kanaan während der späten Bronzezeit, an die Gruppe der Apiru und an Wanderbewegungen während der Seevölker-Zeit.

## Die Frage der Historizität
Beim Buch Exodus handelt es sich auf keinen Fall um schlichte Geschichtsschreibung. So thematisiert der Auszug aus Ägypten ungeheuerliche und mythologische Ereignisse, wie die Teilung eines Meeres, die zehn biblischen Plagen und gewaltige Offenbarungen in der Wüste der Sinai-Halbinsel. Die Exoduserzählung gibt keinen klaren Hinweis auf eine spezifische Zeit in der ägyptischen Geschichte. So trägt zur historischen Verschwommenheit bei, dass kein ägyptischer König namentlich genannt wird. Auch die ägyptischen Quellen liefern keinen direkten Hinweis auf ein solches Ereignis. Laut biblischen Angaben befanden sich rund 600.000 Männer in der Gefolgschaft, was (mit Frauen und Kindern) eine Bevölkerung von rund 2 Millionen Menschen ergäbe. Da die Bevölkerung in Ägypten im Neuen Reich schätzungsweise 3 bis 4,5 Millionen Menschen betrug, wäre ein Exodus in diesem Ausmaß ein katastrophales Ereignis gewesen. Es gibt aber für das Neue Reich keinen Hinweis für ein solch traumatisches Ereignis. Andererseits bestand für die spätere Geschichte Israels kein Anlass, den Typ des brutalen Fremdherrschers ausgerechnet in Ägypten zu suchen. Dadurch verbleibt für Donald B. Redford der Exodus für Historiker eines der am schwersten fassbaren Ereignisse von allen herausragenden Ereignissen der Geschichte Israels.
Inwiefern das „biblische“ Israel mit einem historischen Israel der vorexilischen Zeit übereinstimmt, lässt sich in Anbetracht der problematischen Quellenlage somit nur schwer beantworten und wird in der Forschung äußerst kontrovers diskutiert. Auf der einen Seite stehen Forscher, welche die Historizität zumindest der Grundzüge der Herauszüge Israels aus Ägypten verteidigen, auf der anderen Seite solche, welche die Historizität des Exodus mehr oder minder radikal abstreiten und die geschilderten Ereignisse in die Mythenbildung späterer Epochen verweisen. Dazwischen existieren zahlreiche Ansichten, die irgendeinen Kern von Historizität vorschlagen, auch wenn sich diese stark unterscheiden.

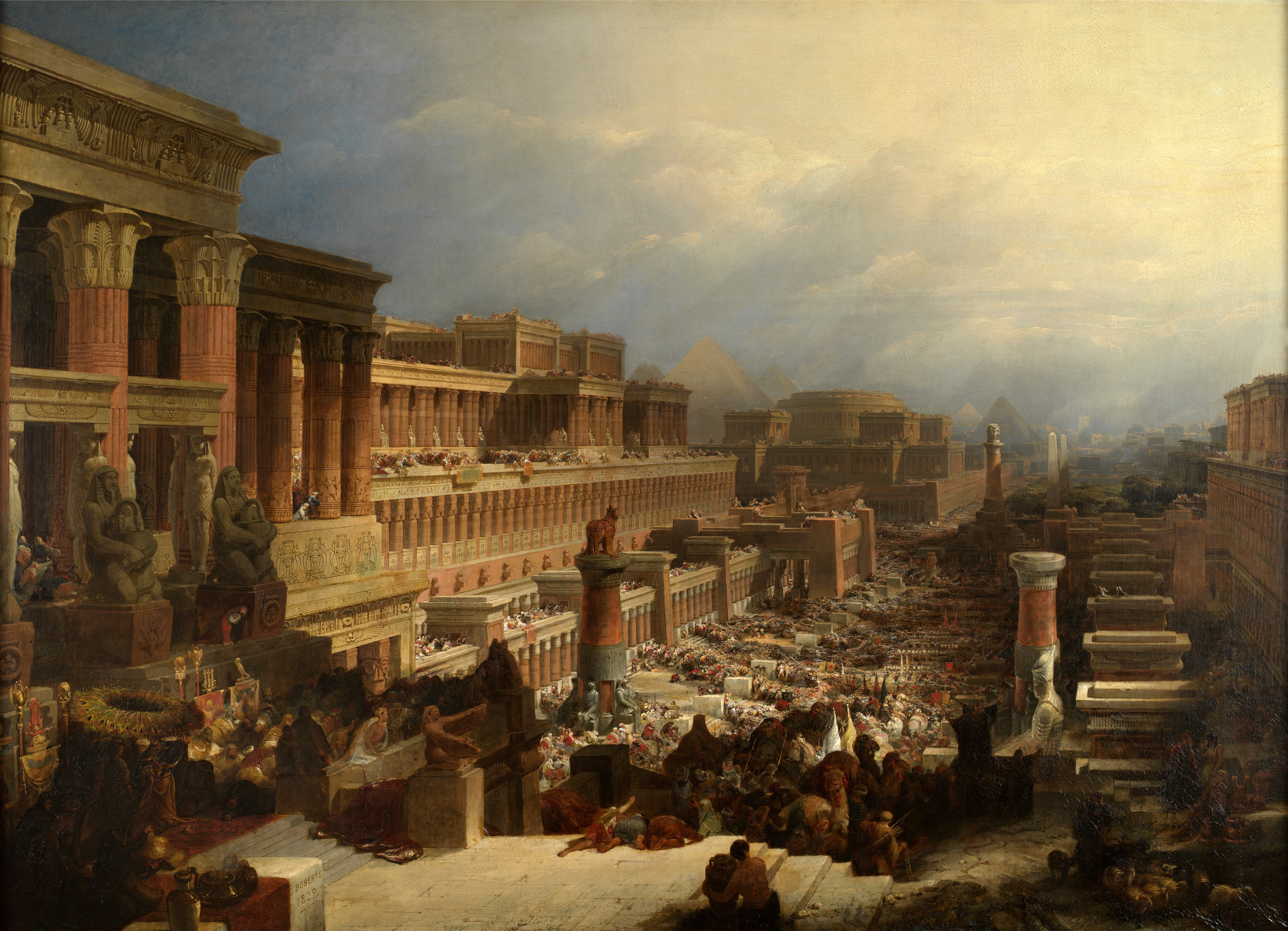
Künstlerische Darstellung des Auszugs aus Ägypten von David Roberts (1828)

So geht James K. Hoffmeier davon aus, dass „Israel“ für eine gewisse Zeit in Ägypten wohnhaft war und „von außen“ nach Kanaan eindrang. Ähnlich sieht es Werner H. Schmidt: „Aller historischer Einsicht nach weilte aber nur eine Gruppe in Ägypten, die später im Volk Israel – vermutlich genauer im Nordreich – aufging. So eingeschränkt, enthält die Überlieferung jedoch einen zuverlässigen Kern.“ Dagegen schreibt Christian Frevel: „Der Exodus – so wie die Bibel ihn schildert – ist nicht historisch. [...] Da auch keiner der biblischen Belege zeitgenössisch ist und deren Quellenwert zudem begrenzt bleibt, ist der historische Nachweis eines Exodus aussichtslos.“ Donald B. Redford verweist darauf, dass die Gestalt des Moses und die Ereignisse um diese herum nicht einer historischen Prüfung standhalten. Deshalb sei Moses für die Hebräer eine mythologische Gründerfigur, vergleichbar mit Artus für Britannien oder Aeneas für Rom.
Die Wissenschaftler, die einer „traditionellen“ Auffassung folgen, gehen größtenteils davon aus, dass das biblische Material die Situation in der Spätbronzezeit widerspiegelt (13. Jahrhundert v. Chr.). Dies ist der Zeitraum, der nach der Logik der biblischen Chronologie berechnet wurde. Diese Wissenschaftler sind mit zwei Haupt-Problemen konfrontiert:
- Bis etwa 800 v. Chr. gab es in Israel keine signifikante schriftliche Aktivität. Für einen Zeitraum von über vier Jahrhunderten müssen sie deshalb von einer mündlichen Überlieferung der Erzählung ausgehen, ohne dass diese von Wirklichkeiten aus dem Zeitraum dazwischen infiltriert worden wäre.
- Es gibt keinen einzigen Beleg, der einen Ursprung der Tradition in der späten Bronzezeit unterstützt, der nicht auch vor dem Hintergrund einer anderen, späteren Epoche verstanden werden kann.

Anhänger des „kritischen“ Lagers gehen davon aus, dass der Text die Realität beschreibt, die zur Zeit der Textentstehung vorherrschte. Dies entspräche der spät-monarchischen bis nach-exilischen Zeit. Die Hauptschwierigkeit, der diese Forscher gegenüberstehen, besteht in der starken Tradition sowohl des Exodus als auch der Wüstenwanderung in den Schriften der nördlichen Propheten des 8. Jahrhunderts v. Chr. Israel Finkelstein macht auf die folgenden Punkte aufmerksam:
- Diese Tradition hatte in Nordisrael schon im 8. Jahrhundert v. Chr. einen wichtigen Status.
- Sie enthält bereits eine „innere“ Literaturgeschichte.
- Ursprünglich war sie unabhängig von – und früher als – die Geschichten der Patriarchen.
- Die beiden Blöcke – Patriarchen und Exodus – wurden zu einem relativ späten Zeitpunkt verbunden.
- In seiner heutigen Form repräsentiert die Erzählung priesterliche (oder sogar spät-priesterliche und/oder nach-priesterliche) Zusammenstellungen.

Israel Finkelstein untersuchte 2015 Toponyme der Wüstenwanderungs-Tradition aus archäologischer Sicht und kam zu folgendem Schluss: Die Exodus-Wander-Tradition ist das finale Produkt von vielen Jahrhunderten von Akkumulation und Wachstum, zuerst mündlich und dann schriftlich, mit einer komplexen Geschichte von Redaktionen im Licht von sich verändernden politischen und historischen Realitäten.
Für Jan Assmann führen die Fragen nach der historischen Wirklichkeit ins Leere: „Die biblischen Erzählungen sind in sich widersprüchlich und außerbiblische Quellen und Spuren haben sich kaum finden lassen. Der ‚historische Mose‘ ist in nichts zerfallen und ein Auszugsgeschehen lässt sich aus den Erzählungen nicht rekonstruieren.“ Deshalb wendet er die Methode der Gedächtnisgeschichte an, die nicht mehr danach fragt, „wie es eigentlich gewesen“ ist, sondern danach, wie es erinnert wurde, „das heißt wann, warum, von wem, für wen, in welchen Formen diese Vergangenheit wichtig wurde.“ In umgekehrter Richtung lässt sich auch fragen, welche bekannten Ereignisse sich an die Überlieferungen geknüpft haben könnten. „Dabei interessieren vor allem die fraglos nachweisbaren, sich über viele Jahrhunderte hinziehenden verschiedenen Berührungen zwischen den Ägyptern und ihren westsemitischen Nachbarn (nennen wir sie nun Kanaanäer, Bewohner Judäa, Syrer oder Hebräer), die nicht nur in der archäologischen Hinterlassenschaft, sondern auch in der mündlichen und literarischen Überlieferung, das heißt im kulturellen Gedächtnis der betroffenen Völker und Stämme, Spuren hinterlassen haben müssen.“

## Das Wort „Israel“ in außerbiblischen Quellen

### „Israel“ als Name einer Person in einer Kriegerliste aus Ugarit
In Ugarit wurde 1954/1955 bei Ausgrabungen eine Kriegerliste entdeckt, die an zweiter Stelle eine Person namens „Israel“ (jšril) nennt. Die Keilschrifttafel listet Namen von Streitwagenkämpfern, die zu den Mitanni gehörten und eine der führenden Schichten im ugaritischen Heer bildeten. Sie wurde im Brennofen eines Palast-Hofes gefunden. Da sie vermutlich bei der Zerstörung noch im Ofen gelegen hatte, ist sie vermutlich in das ausgehende 13. Jahrhundert v. Chr. zu datieren – etwa die gleiche Zeit wie die Merenptah-Stele.

### Die Merenptah-Stele

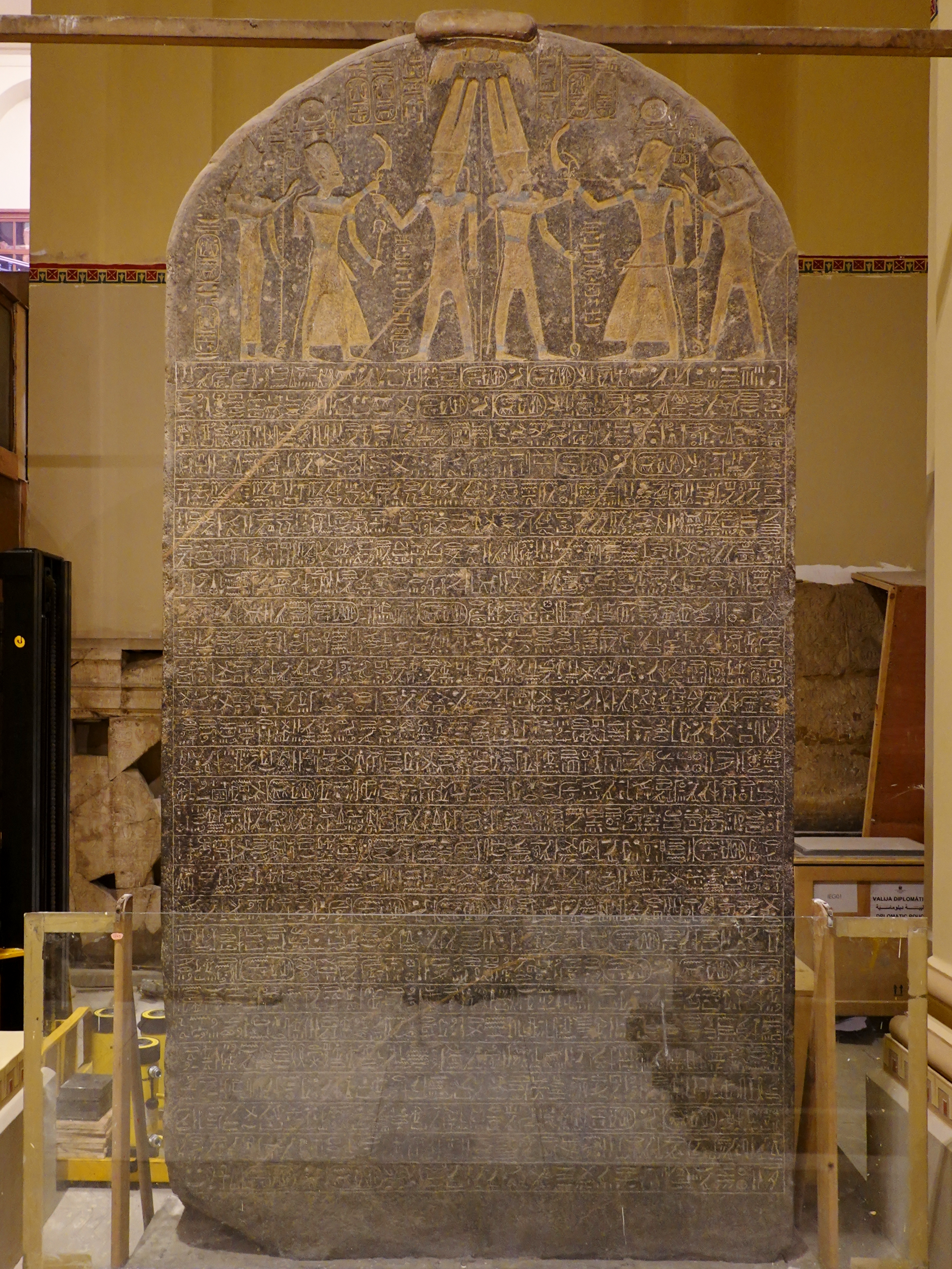
Die Merenptah-Stele im Ägyptischen Museum in Kairo (JE 31408 und CG 34025)

Der Text der Merenptah-Stele, die auch unter der Bezeichnung Israel-Stele bekannt ist, liegt in zwei Ausführungen vor: Einerseits als ausführliche Inschrift in Karnak und andererseits in kürzerer Fassung auf einer ursprünglich freistehenden Stele in Theben-West. Der Text ist ein Siegeslied auf die erwähnten erfolgreichen militärischen Unternehmen von Merenptah in seinem 5. Regierungsjahr (1208 v. Chr.). Darin ist die sogenannte „Israel-Stanze“: „Israel liegt brach und hat kein Saatkorn“ oder, nach abweichenden Vorschlägen: „Israel liegt brach und hat keine Nachkommen (mehr)“ in einer Liste enthalten, die sieben weitere Ortschaften des syro-palästinischen Raums nennt.
Im Gegensatz zu den anderen erwähnten geographischen Namen wird das Wort „Israel“ hier nicht mit dem Determinativ für einen Ort oder ein Land, sondern mit dem einer Personen- oder Menschengruppe geschrieben. Israel wurde somit Ende des 13. Jahrhunderts noch nicht als Staat verstanden, sondern als Bezeichnung für eine Völkergruppe. Die Erwähnung eines Stammes Israel ist der älteste und einzige eindeutige nichtbiblische Beleg für die Existenz des Namens Israel zu ramessidischer Zeit. Es sollte bis zum 9. Jahrhundert v. Chr. dauern, bis erstmals ein Staat mit Namen Haus Omri in assyrischen Inschriften und der Mescha-Stele als Gleichsetzung mit dem Namen Israel belegt ist. Die Frage nach historischen Gemeinsamkeiten mit dem in der Merenptah-Stele beschriebenen Nomaden-Volk Israel und dem späteren Staat konnte bis heute nicht geklärt werden. Die übrigen Orte jedoch, die erwähnt werden, sind teilweise einigen Städten im historischen Israel zuzuordnen, so zumindest Gezer und die Philister-Stadt Aschkelon. Für Jenoam kommen mehrere in Betracht, darunter ein Ort an der Grenze des Stammes Ephraim zu Manasse (siehe Zwölf Stämme Israels) sowie Janoaḥ östlich von Tyros; auch die heute noch existente Ortschaft Jokne’am ist nicht auszuschließen.

### Mutmaßliche Erwähnung auf einem Fragment in Berlin
Manfred Görg bemerkte 2001 als Erster, dass das Relief mit der Inventarnummer 21687 im Besitz des Ägyptischen Museums in Berlin eine hieroglyphische Inschrift mit einem Namen enthält, der als archaische Form von „Israel“ gelesen werden könnte. So könnte man j-š3-i-r als „I-schra-il“ auffassen. Bei dem Granitblock handelt es sich um typische Darstellungen von drei Kriegsgefangenen mit Ortsnamenliste, von denen zwei Namen gut lesbar sind: „Kanaan“ und „Aschkelon“. Görg datierte das Fragment in die 19. Dynastie – vielleicht die Zeit Ramses’ II. – hauptsächlich weil die Namen jenen auf der Merenptah-Stele sehr ähnlich sind und weil diese Datierung durch ikonographische Merkmale gestützt wird.
James K. Hoffmeier spricht sich aus linguistischen Gründen gegen eine Identifizierung mit „Israel“ aus: Würde es sich um eine Erwähnung des biblischen Volkes handeln, so wäre ein „s“ zu erwarten – und kein „š“ (Aussprache: „sch“). Gegen dieses Argument wird von Görg, dem Bibelarchäologen Peter van der Veen, dem Ägyptologen Christoffer Theis und Kollegen angeführt, dass erstens sich die Transkriptionsregeln und -gewohnheiten immer wieder änderten, zweitens überlieferte Beispiele zeigten, dass die Aussprache mit „sch“ in einigen Dialekten verbreitet war, drittens man nicht wisse, auf welchen Umwegen der ägyptische Schreiber von dem Namen erfahren hatte, da er ihn von einem akkadischen Text her gekannt haben könnte, bei dem wiederum andere Transkriptionsverfahren zum Einsatz kamen, sowie viertens man nicht wisse, wie alt der ägyptische Schreiber gewesen war, er aber so alt gewesen sein könnte, dass er aus einer Zeit (frühe 18. Dynastie) gestammt hatte, in der die Transkription mit „sch“ noch gang und gäbe gewesen war; nur weil „Israel“ auf der Merenptah-Stele mit „s“ geschrieben wurde, bedeute dies nicht, dass dies für alle anderen Erwähnungen auch gelten müsste. Zudem werden von Görg, van der Veen und Kollegen noch chronologiehistorisch-kontextuelle Plausibilitätsargumente für die vertretene These genannt. Sie wird von Bibelarchäologen und Ägyptologen wie etwa Bryant G. Wood und Stefan Jakob Wimmer positiv rezipiert.

## Ortsangaben

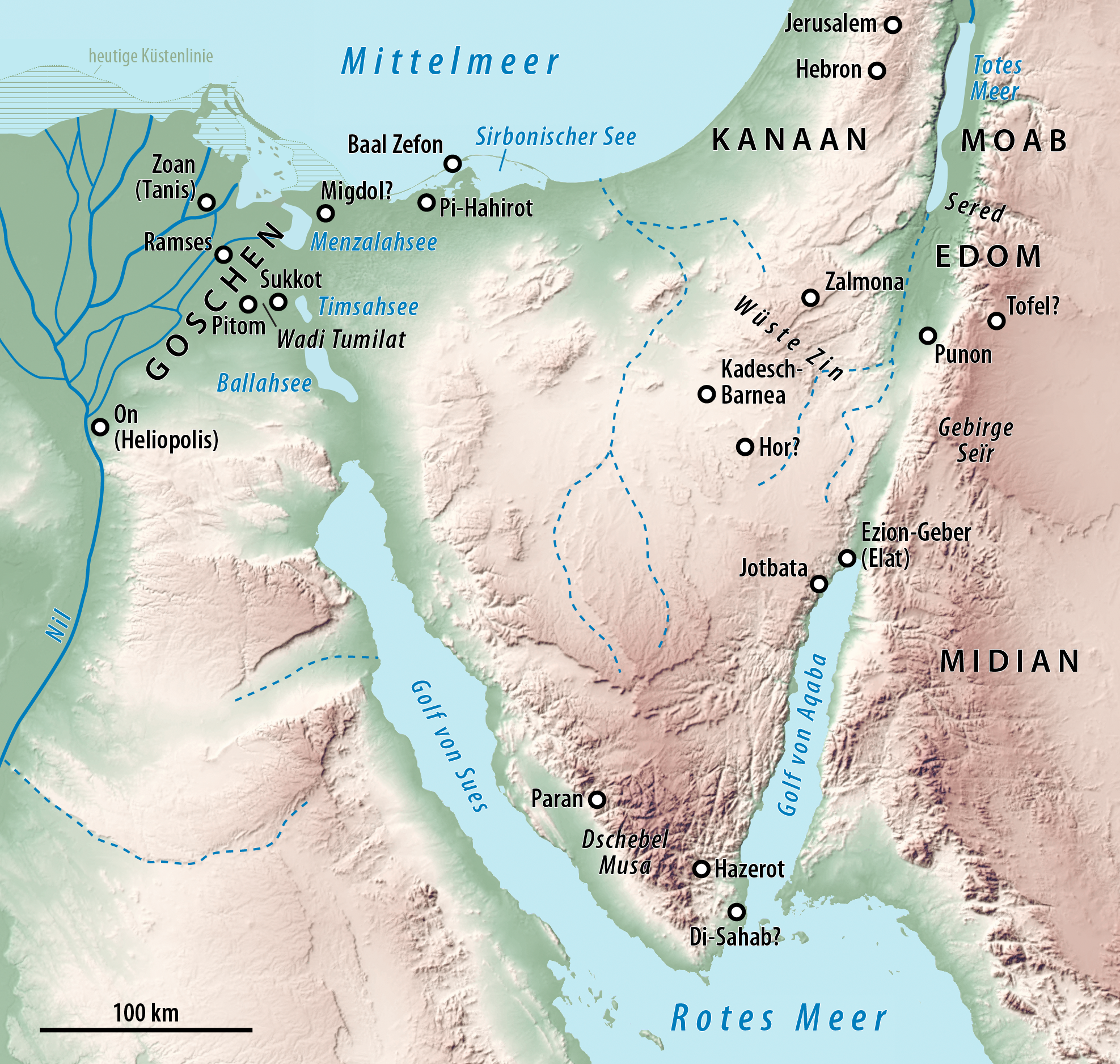
Lokalisierbare Ortsangaben zu Exodus und Wüstenwanderung

Wichtigste Grundlage für die historische Verortung bilden die beiden in Ex 1,11 genannten Städte Ramses und Pitom: „Und man setzte Fronvögte über sie, die sie mit Zwangsarbeit bedrücken sollten. Und sie bauten dem Pharao die Städte Pitom und Ramses als Vorratsstädte.“

### Ramses
Der alttestamentliche Ortsname „Ramses“ (in Ex 1,11 raˁamses, in 12,37 raˁmˁses geschrieben) wird meistens mit Pi-Ramesse, der Residenzstadt der ramessidischen Pharaonen, gleichgesetzt. So dürfte es sich bei Ramses um eine Kurzform von Pi-Ramesse handeln, da das „Pi-“ oder „Per-“ im Altägyptischen unter gewissen Bedingungen ausgelassen werden konnte. Einige Forscher weisen jedoch darauf hin, dass auch viele andere Ortsnamen mit dem Namen Ramses konstruiert wurden, weshalb die Identifizierung nicht eindeutig sei. Da mehrere Bibelstellen den Wohnbereich der „Kinder Israels“ in der Nähe des Palastes und eines Verwaltungszentrums angeben, kann nach Manfred Bietak nur die berühmte Residenz Pi-Ramesse gemeint sein.

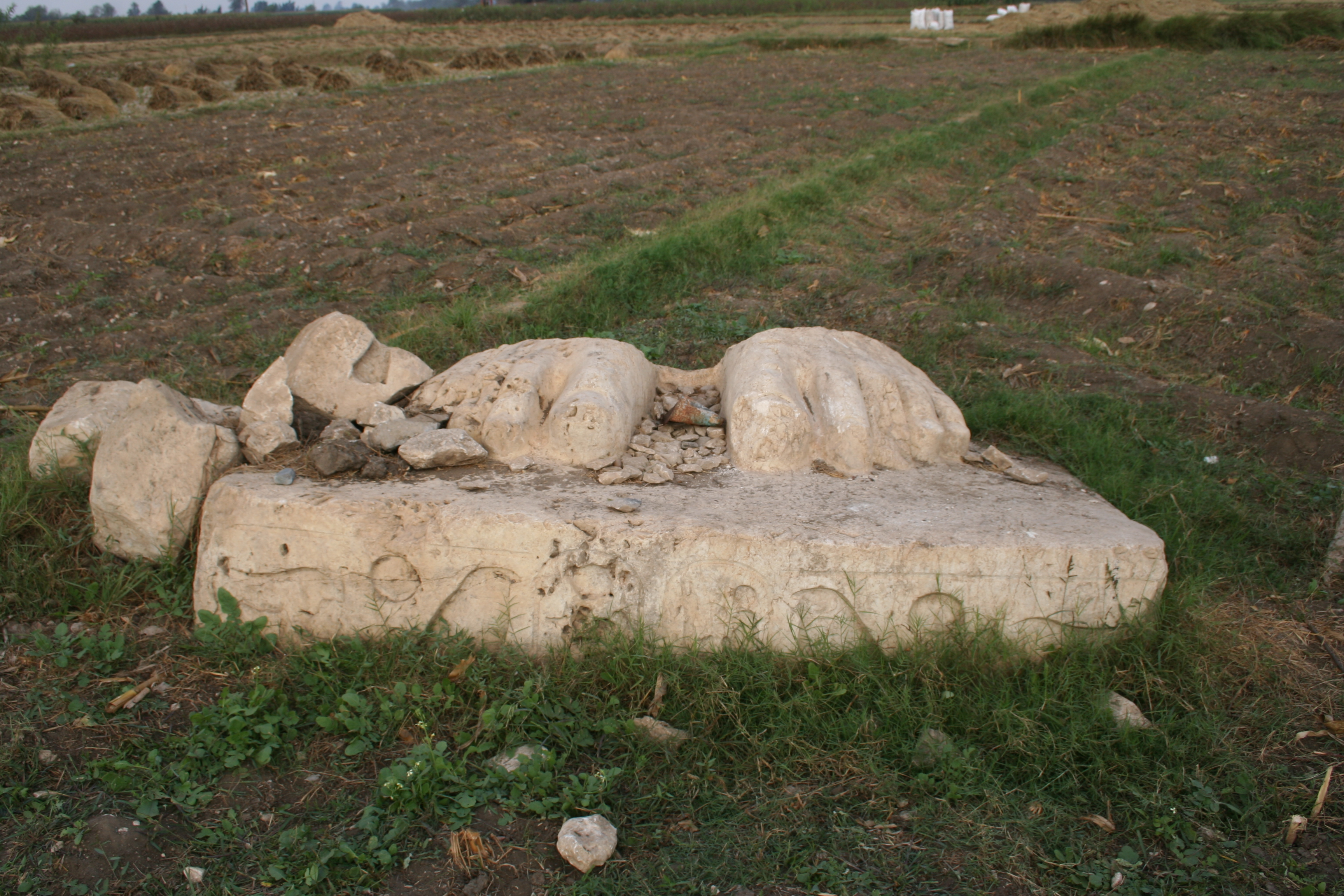
Füße und Sockel einer Kolossalstatue Ramses’ II. bei Qantir/Pi-Ramesse

Die ältere Forschung identifizierte das biblische Ramses mit dem Fundort Tanis / Ṣān al-Ḥaǧar, das im alten Israel spätestens seit dem 8. Jh. v. Chr. unter dem Namen Zoan (soˁan) bekannt war (Jes 19,11.13; 30,4; Ez 30,14). In Ps 78,12.43 werden sogar die Exodusereignisse in den „Gefilden Zoans“ lokalisiert. Das ist jedoch darauf zurückzuführen, dass die archäologischen Reste aus der Ramessidenzeit sekundär in Tanis / Zoan verbaut wurden. Dennoch könnten die alttestamentlichen Autoren die Verhältnisse ab der Mitte des 1. Jt. v. Chr. beschreiben, als Tanis/Zoan auch in Ägypten mit der Deltaresidenz der Ramessiden identifiziert wurde. Auch die Bezeichnung als „Vorratsstadt“ könnte ein Indiz dafür sein, dass hier eine alte Erinnerung vorliegt, denn diese Kategorie ist für eine Metropole wie Pi-Ramesse eher unpassend.

### Pithom
Pithom ist die hebräische Form des altägyptischen Pi-Tum (auch Pi-Atum oder Per-Atum, von pr-Jtm – „Haus des Atum“). Der Ort lag auf jeden Fall im Wadi Tumilat, ein etwa 50 km langes Tal im östlichen Nildelta. Umstritten ist, mit welchem archäologischen Fundplatz der Name zu verbinden ist. Es kommen Tell el-Maschuta oder Tell er-Retaba in Frage.
Der Ortsname wird erstmals im Papyrus Anastasi VI erwähnt, der in die Zeit des Merenptah datiert. Es heißt darin, dass Schasu-Beduinen zu den Seen von Pi-Atum gelangten, das in der Region Tjeku liegt, um ihre Herden zu ernähren. Tjeku bezeichnete ursprünglich wohl die ganze Region des Wadi Tumilat. Es ist aber auch mit dem Fundort Tell el-Maschuta verbunden.
In Tell el-Maschutta wurden außerdem eine Statue und die sogenannte Pithomstele gefunden, die sich auf Pi-Atum beziehen. Dieser Fundort wurde allerdings erst im 7. Jh. neu gegründet. Davor gab es jedoch im 15 km entfernten Tell er-Retaba einen Tempel für den Kult des „Atum, Herr von Tjeku“. Karl Jansen-Winkeln geht deshalb davon aus, dass sowohl Tell er-Retaba als auch die Nachfolgesiedlung Tell el-Maschuta mit dem Namen Tjeku (im engeren Sinne) und Per-Atum (Pithom) bezeichnet wurden, obwohl letzteres nur für Tell el-Maschuta explizit belegt ist. Donald B. Redford dagegen spricht sich für eine eindeutige Identifizierung von Pithom mit Tell el-Maschuta aus. Auf dieser Grundlage müsste es sich bei der Nennung der Stadt in der Bibel um einen Anachronismus handeln. Dagegen identifiziert Manfred Bietak den Ortsnamen Pithom eindeutig mit Tell er-Retaba: Die Identifikation mit Tell el-Maschuta könne bestenfalls als Verlegung des Tempels des Pi-Atum von Tell er-Retaba nach Tell el-Maschuta gedeutet werden.
Die Bezeichnung Vorratsstadt scheint jedoch nicht zur Funktion der Stadt Pi-Atum zu passen: „Vorratsstädte“ sind Stationen, die mit Vorräten zur Versorgung des Heeres und mit Garnisonen zur Sicherung der großen Feldzugsrouten angelegt wurden.

### Goschen
Die Israeliten bewohnten (nach Ex 8,18 und 9,26) in Ägypten ein „Land Goschen“. Dieses Gebiet ist (nach Gen 45,10 und 46,29) in der Nähe des Aufenthaltsortes Josefs zu denken. Es könnte eine der unterägyptischen Residenzstädte gemeint sein, entweder Pi-Ramesse oder Bubastis. So legt die Septuaginta eine Lokalisierung im östlichen Nildelta nahe, denn an einzelnen Stellen gibt diese Goschen als „Gosem Arabia(s)“ (Gen 45,10; 46,34) oder „Heroonpolis“ (Gen 46,28 f) wieder. „Arabia“ bezieht sich auf den 20. unterägyptischen Bezirk am Ostrand des Nildeltas. Heroonpolis ist der griechische Name von Pithom (siehe auch weitere Namen von Pithom).
Aufgrund der Lokalisierung im östlichen Nildelta sprachen sich einige Forscher für eine Gleichsetzung von Goschen mit dem ägyptischen Namen gsm (sprich: „gesem“) aus. Dieser ist unter anderem auf einer Inschrift aus ptolemäischer Zeit belegt, die aus Saft el-Henna stammt, das etwa 12 km südwestlich von Pi-Ramesse/Qantir liegt. Die Lesung und philologische Verbindung zu Goschen ist allerdings umstritten.
Im Buch Josua (Jos 10,41; 11,16) bezeichnet das „Land Goschen“ die Südegrenze des von Josua und den Israeliten eroberten Gebiets, also eine Region im südlichen Judäa. Es bleibt unklar, wie sich dieses zum in Ägypten lokalisierten „Land Goschen“ verhält. Wenn das ägyptische und das palästinensische Goschen gleichgesetzt werden, wäre eine Verbindung zu einem Fürsten der arabischen Kedar namens Geschem (Neh 2,19; 6,1.2.6) in persischer Zeit (5./4. Jh. v. Chr.) möglich. Das „Land Goschen“ meint in diesem Fall das vom Fürsten Geschem beherrschte Gebiet. Dessen Einflussgebiet lag südlich der persischen Provinz Juda, er ist aber auch auf einer Inschrift aus Tell el-Maschuta belegt. Diese Annahme setzt somit voraus, dass die biblische Erzählung Verhältnisse der frühen hellenistischen (ptolemäischen) Zeit darstellt, indem es das vormals von Geschem kontrollierte Gebiet unter der Bezeichnung „Land Goschen“ als Siedlungsgebiet Jakobs/Israels ausweist.

### Sukkot
Die Israeliten brachen von Ramses her zunächst nach Sukkot auf (Ex 12,37). Sukkot wird von vielen Forschern mit dem ägyptischen Tjeku identifiziert, das ursprünglich die Region des Wadi Tumilat um Pithom bezeichnete (so z. B. im Papyrus Anastasi VI, siehe dazu Abschnitt „Pithom“).
Das Wort Sukkot dürfte semitischen Ursprungs sein und somit ins Ägyptische übernommen worden sein. Es bedeutet in etwa Laubhütte (hebräisch Sukka, Pl. Sukkot). Das könnte die Tatsache widerspiegeln, dass seit jeher semitischsprachige Personen, Hirten und Händler auf dem Weg nach Ägypten ihre Lager entlang des Wadi Tumilat aufschlugen. Dazu passen auch die Funde von saisonalen Wohnstätten von Asiaten in Tell el-Maschuta aus der Zweiten Zwischenzeit. Gegen die Gleichsetzung von Sukkot mit Tjeku hatte Alan Gardiner starke Vorbehalte, da Tjeku nicht in syllabischer Schrift geschrieben wurde, wie es bei einem fremden Ortsnamen zu erwarten wäre.
Manfred Bietak hat vor allem topographische und geographische Einwände: Der Weg von Ramses nach Sukkot/Tjeku sei kein realistisches Vorhaben, denn man hätte die ausgedehnten Sümpfe des Bahr el-Baqar durchqueren müssen. Außerdem liegt das Wadi Tumilat nicht auf dem (direkten) Weg von Pi-Ramesse in den Sinai. Bietak hält es deshalb für möglich, dass zwei verschiedene Routen in der Exoduserzählung verschmolzen. Die eine ist mit der Stadt Ramses verknüpft, die andere startete dagegen von der zweiten „Vorratsstadt“ Pithom.
Nach Moshier und Hoffmeier dagegen vermieden die Israeliten mit der Route über Tjeku den militärisch stark befestigten Horusweg, der auf direktem Weg aus Ägypten hinausführt.

### Etham
Nachdem die Israeliten von Sukkot weitergezogen waren, schlugen sie ihr Lager in Etham „am Rande der Wüste“ auf (Ex 13,20).
Manche Forscher vermuteten, dass sich Etham auf eine Befestigung im Gebiet des Wadi Tumilat bezieht. Somit wäre es eine Schreibung für ägyptisch ḫtm (sprich: chetem). Aus linguistischen Gründen ist diese Identifikation jedoch problematisch.
Manfred Görg schlug vor, dass Etham eine Kurzform von Pithom ist (unter Auslassung des Elements „Pi“) und die eigentliche Schreibung für Atum zur Zeit der 21. Dynastie darstellt. Dies wiederum ist problematisch, da Pithom in Ex 1,11 richtig geschrieben wird. Dennoch ist eine Assoziation mit Atum möglich: Phonetisch ist die natürlichste Übereinstimmung (ägyptisch) itm „Atum“. Atum war der Schutzgott der Region Tjeku und dessen Einfluss über die Jahrhunderte hinweg zeigt sich auch darin, dass der Name Atum im arabischen Namen „Wadi Tumilat“ erhalten geblieben ist. Kenneth A. Kitchen schlägt eine Schreibung für i(w) itm „Insel des Atum“ vor, da iw ein Toponym ist, das in Verbindung mit einer Gottheit stehen kann.
Die Bemerkung, dass Etham am Rande der Wüste liegt, könnte darauf hinweisen, dass es gerade noch außerhalb des Wadi Tumilats liegt, möglicherweise nahe dem Timsahsee.

## Mögliche historische Hintergründe

### Die Hyksos

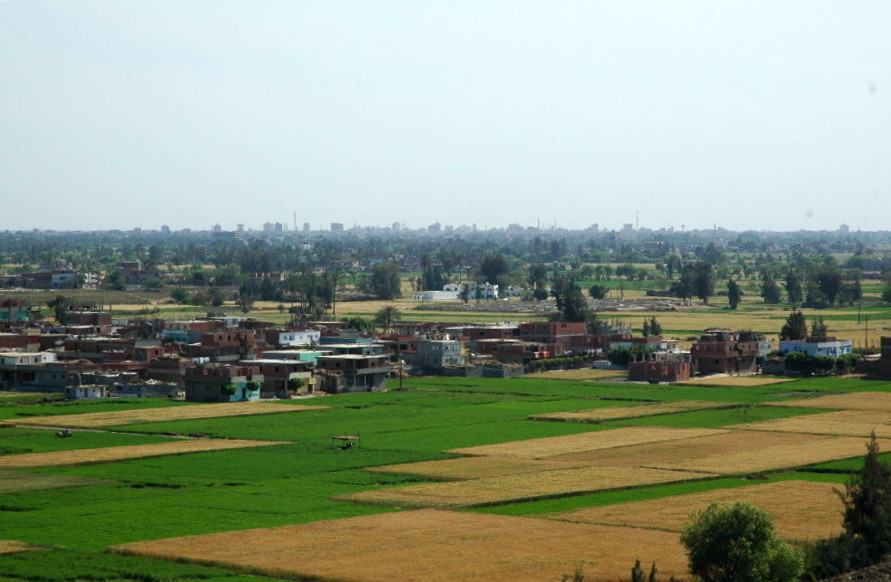
Blick auf den Fundplatz Tell el-Dab'a/Auaris im östlichen Nildelta

Das Wort Hyksos ist die griechische Wiedergabe für das Altägyptische Heka-chaset (Ḥq3-ḫ3st, „Herrscher der Fremdländer“). Es handelt sich um einen Herrschertitel, der in späterer Zeit für aus Asien kommende Einwanderer benutzt wurde. Vor allem bei dem griechisch schreibenden Historiker Manetho (3. Jahrhundert v. Chr.) ist damit eine Gruppe von Einwanderern gemeint, die gegen Ende des 18. Jahrhunderts v. Chr. von Nordosten her in Ägypten eindrang und sich im Nildelta ansiedelte. Ihr Zentrum war die Stadt Auaris, die in unmittelbarer Nähe zu Pi-Ramesse liegt. In der politisch instabilen Zweiten Zwischenzeit konnten sich die Hyksos politisch unabhängig machen. Nach einem rund 200 Jahre dauernden Aufenthalt in Ägypten wurden sie schließlich durch ein thebanisches Fürstengeschlecht vertrieben. Diese vorderasiatisch geprägte Kultur des Ostdeltas lässt sich archäologisch nachweisen und beschreiben. Von den Geburtsnamen der Könige der 15. Dynastie können die meisten semitisch gedeutet werden.
Es handelt sich also um eine große Gruppe semitischer Einwanderer, die sich in der biblischen Gegend „Goschen“ ansiedelte und nach rund 200 Jahren nach Vorderasien auswanderte. Ein Zusammenhang zwischen den Hyksos und den Israeliten erscheint dadurch naheliegend und wurde bereits durch Flavius Josephus vorgenommen. Nach Jan Assmann war Flavius Josephus allerdings nicht der erste Jude, den die ägyptischen Überlieferungen an den Exodus erinnerten. Diese Geschichten waren im Ägypten der Spätzeit, als die Juden nach der Zerstörung des Jerusalemer Tempels auch nach Ägypten flohen und dort mit ägyptischen Überlieferungen in Berührung kamen, noch durchaus lebendig. Allerdings bestehen auch Unterschiede:
- Die Hyksos wurden von den Ägyptern nicht versklavt, sondern herrschten über diese.
- Die Hyksos wurden nicht nach langen Verhandlungen und Zwangsmaßnahmen aus Ägypten befreit, sondern wurden daraus mit Gewalt vertrieben.[64]

Viele Forscher weisen darauf hin, dass die 400 oder 430 Jahre, die für den Aufenthalt der Israeliten in Ägypten genannt werden (Gen. 15,13 und Ex. 12,40), überraschend gut zu den 400 Jahren passen, die auf der sogenannten 400-Jahr-Stele genannt werden. Diese Stele kommentiert die Restauration des Kults für Seth-Baal, der nach der Vertreibung der Hyksos untergegangen war. Das Denkmal beziffert dabei das Alter des Seth-Baal-Kults in Auaris auf 400 Jahre. Es handelt sich um das erste und für sehr lange Zeit einzige historische Jubiläum, das die Geschichte kennt.
Dieser Seth-Baal spielte in der religiösen Vorstellungswelt Kanaans und insbesondere Südjudäas eine zentrale Rolle, und es ist sogar eine Gleichsetzung mit JHWH bezeugt. Für Jan Assmann stellen deshalb die „vierhundert Jahre“ des Aufenthalts in Ägypten ein Resonanzphänomen des kulturellen Gedächtnisses dar, das mit dem ägyptisierten Baal verbunden ist: „Es ist alles andere als unwahrscheinlich, dass unter Ramses II. das von ihm begangene vierhundertjährige Jubiläum des Seth-Ba’al-Kults von Auaris auch in das ägyptisch beherrschte Kanaan ausstrahlte und sich dadurch im kulturellen Gedächtnis dieses Raums die Assoziation von Ägypten und vierhundertjährigem Aufenthalt bilden und halten konnte.“
Mit dem Monotheismus verbindet Jan Assmann ein weiteres Motiv, das in der Gedächtnisgeschichte eine Rolle gespielt haben könnte. Im Streit zwischen Apopi und Seqenenre, einer literarischen Erzählung aus der späten 19. Dynastie (um 1200 v. Chr.), heißt es, dass der Hyksos-Herrscher Apopi I. angeblich eine monotheistische Religion praktizierte: „Da machte König Apopi sich Seth zum Herrn, indem er keinem anderen Gott im ganzen Lande diente außer Seth.“ In dieser Rückerinnerung könnte auch eine Resonanz auf die Amarna-Zeit vorliegen, in der König Echnaton einen religiösen Umsturz durchführte und nur noch den Sonnengott Aton verehrte. Da später alle Spuren dieses Umsturzes vernichtet wurden, fand diese traumatische Erfahrung keinen Eingang in die offizielle ägyptische Überlieferung. Trotzdem hinterließ sie nach Assmann Spuren im kollektiven Gedächtnis: Die verschobene Amarna-Rückerinnerung wurde zunehmend auf die Hyksos und den Gott Baal/Seth projiziert. Sie erschienen nachwirkend als „Seth-Monotheisten“ und „religiöse Frevler“. So sieht auch Othmar Keel aufgrund von ikonografischen Untersuchungen eine Verbindung zwischen Seth und JHWH: Zunächst wurde Seth mit dem syrisch-palästinischen Gott Baal zu einem neuartigen „Göttermolekül“, einem kriegerischen Wettergott, verschmolzen. Dieses Gottesbild hat wiederum das Jahwebild der Eisenzeit I (ca. 1200–1000 v. Chr.) geprägt.
Insgesamt zieht Jan Assmann die folgenden Möglichkeiten in Betracht:
- Kanaanäische Erinnerungen an den zweihundertjährigen Aufenthalt in Ägypten und die endliche gewaltsame Vertreibung daraus könnten sich zumindest bei bestimmten Stämmen in verschiedenen Formen mündlicher Überlieferung erhalten haben.
- Ägyptische Erinnerungen an die Hyksos als Tyrannen und Religionsfrevler könnten eine jüdische Gegenerinnerung oder Gegenerzählung provoziert haben, in der umgekehrt die Israeliten als leidende Unterdrückte und die Ägypter als Tyrannen erscheinen.

Für Manfred Görg gehen Hyksos- und Amarna-Erinnerung als Negativphänomene eine Symbiose ein, um zugleich für die geschichtlich folgenden Prozesse der ungeliebten Dominanz der Assyrer, Perser und Griechen als überkommene Folie und als mythosbildende Konstellation zu dienen. Für Donald B. Redford dürfte sich die Erinnerung an die Hyksos-Vertreibung nicht nur in ägyptischen Quellen erhalten haben, sondern lebte auch in der Folklore der west-semitischen Bevölkerung Judäas weiter. Somit sei die Exodus-Erzählung die „kanaanitische“ Version dieses Ereignisses. Die Hyksos-Erinnerung wurde zur zentralen Grundlage von Mythen in der kanaanäischen Kultur. Mit der Zeit wurde diese verschwommen und unterbewusst abgeändert, mit der Absicht der „Wahrung des Gesichts“.
Eine Identifikation von „Proto-Israeliten“ mit den Hyksos wird von Manfred Bietak dagegen klar abgelehnt. Die Bevölkerung unter der Hyksos-Herrschaft war eine städtische Gesellschaft, die mit Handel und Seefahrt verbunden war. Die Hyksos erfuhren die Herrlichkeit der Herrschaft über das Delta und das Niltal für über 100 Jahre. Dies sei in keiner Weise mit der Tradition der Israeliten und ihren Erfahrungen der Unterdrückung in Ägypten in Einklang zu bringen.
Israel Finkelstein und Neil Asher Silberman sehen außerdem chronologische Probleme: Die Vertreibung der Hyksos datiert aufgrund ägyptischer Quellen auf ungefähr 1570 v. Chr. Im 1. Buch der Könige 6,1 heißt es, dass der Bau des ersten Tempels ins vierte Jahr von Salomos Herrschaft datiere, 480 Jahre nach dem Auszug aus Ägypten. Dies lege einen Auszug aus Ägypten ungefähr im Jahr 1440 v. Chr. nahe. Andererseits erwähnt die Exoduserzählung ausdrücklich den Stadtnamen Ramses. Der erste Pharao namens Ramses (Ramses I.) bestieg aber erst um 1320 v. Chr. den Thron.

### Vorderasien unter ägyptischer Herrschaft in der späten Bronzezeit
Zwischen 1500 und 1100 v. Chr. war Kanaan für rund 400 Jahre lang unter ägyptischer Oberherrschaft. Insbesondere mit den Feldzügen von Thutmosis III. entwickelte sich ein ägyptischer Imperialismus in Vorderasien. Zu den damaligen Formen von Kolonialisierung gehörte nicht nur die Unterdrückung vor Ort, sondern auch die Verschleppung von Arbeitskräften ins Niltal. Diese kehrten teilweise in ihre Heimat zurück, als Ägypten um 1100 v. Chr. die Kontrolle über seine kanaanitischen Vasallen verlor.

#### Kulturelle Erinnerung an die ägyptische Kolonialherrschaft
Besonders Ronald Hendel vertritt die These, dass sich mit der Exodus-Erzählung vor allem Erinnerungen an die ägyptische Kolonialherrschaft in Kanaan während der späten Bronzezeit (15.–12. Jahrhundert v. Chr.) verknüpften. Der Exodus-Mythos habe seine entscheidenden Motive aus einer anti-kolonialistischen, „nativistischen“ Widerstandsbewegung gegen die Kolonialmacht bezogen und habe umso mehr an Durchsetzungskraft gewonnen, als sich die kolonialistische Unterdrückung ab Mitte des 8. Jahrhunderts v. Chr. später unter den Assyrern, Babyloniern, Persern, Seleukiden und Römern wiederholte.
Nadav Na'am sieht ein Problem in der Entstehung eines fundamentalen kollektiven Gedächtnisses wie der Exodus-Erzählung aus fragmentarischen Gruppen. Die Zwangsarbeiter wurden vermutlich bei verschiedenen pharaonischen Projekten eingesetzt und hätten in diesem Fall keine gemeinsame kollektive Erfahrung durchleben können, wie sie in der Bibel geschildert wird. Solch eine gemeinschaftliche Erfahrung könne deshalb nur von den Bewohnern Kanaans selbst entspringen, die unter der ägyptischen Besatzung litten, wozu auch die Deportation von Menschengruppen nach Ägypten gehörte. Nach Na'am fand die ägyptische Herrschaft den Weg ins kollektive Gedächtnis in veränderter Form statt – mit Kanaan und Ägypten in vertauschten Rollen und „umgekehrter“ Route. Außerdem sei die Erzählung mit dem Hintergrund der assyrischen Unterdrückung umgebaut worden.
Dagegen wendet Donald B. Redford ein, dass in der biblischen Erzählung kein Wissen über Ägypten und die Levante im 2. Jt. v. Chr. verarbeitet wurde. Es gibt keine Erwähnung einer ägyptischen Herrschaft, die den östlichen Mittelmeerraum umfasst, keine ägyptischen Feldzüge, um aufkeimende Rebellionen zu unterbinden, keine Gouverneure, keine ägyptisierten Fürstentümer, die kanaanitische Städte beherrschen, keine bedrückenden Tribute und keinen kulturellen Austausch.

#### Apiru und Hebräer

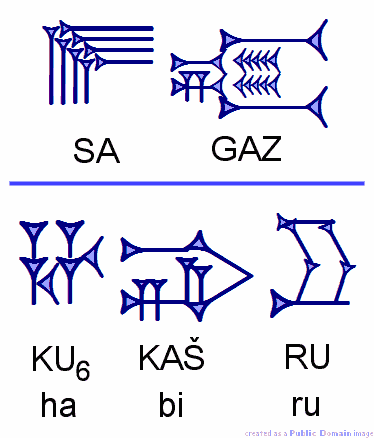
Keilschriftliche Darstellung der sumerischen Logogramme SA und GAZ und der Logogramme KU6, KAŠ und RU, die die Aussprache ḫa-bi-ru oder ḫa-pi-ru ergeben.

Die Apiru sind eine Menschengruppe, die in ägyptischen, babylonischen und kanaanäischen Quellen des 14. bis 12. Jahrhunderts v. Chr. auftauchen. Sie ist in altägyptischen Quellen als ʻprw (Aper(u)) und in keilschriftlichen Quellen als ḫabiru bekannt. Viele Forscher sehen eine etymologische Verwandtschaft zur hebräischen Selbstbezeichnung ʻibrî (siehe Hebräer). Im Alten Testament finden sich 33 bzw. 34 Belege, in denen die Bezeichnung „Hebräer“ bzw. „hebräisch“ für Menschen steht, die sonst „Israeliten“ heißen. Auch in der Exodus-Erzählung scheinen die Ausdrücke „Hebräer“ und „Israeliten“ synonym gebraucht zu sein. Es gibt sogar sechs Belege, in denen sich JHWH selbst als „Gott der Hebräer“ vorstellt.
Allerdings werden die ʻprw / ḫabiru in der Altorientalistik weitgehend als ethnisch heterogene, nicht in die zeitgenössische Staatenwelt integrierte Gruppe, gedeutet. Es handelt sich also nicht unbedingt um eine ethnische Gruppe, sondern vor allem um eine pejorative Bezeichnung für eine Lebensweise und soziale Stellung. Deshalb widerstrebt vielen Historikern und Theologen eine Gleichsetzung von ʻprw / ḫabiru und Hebräern. In der Exoduserzählung wird dagegen der Ausdruck „Hebräer“ eindeutig als Volksbezeichnung, als Ethnikon, verwendet: „Lediglich rudimentär schwingt an einzelnen Stellen noch ein appellativisches bzw. soziologisches Verständnis mit, das die „Hebräer“ als Gruppe von landesfremden Zwangsarbeitern kennzeichnet.“
Für Jan Assmann erscheint es plausibel, dass sich eine Gruppe von Kanaanäern, die sich der ägyptischen Besatzungsmacht und ihren Vasallen widersetzte und im Sinne einer Opposition ein halbnomadisches Wanderleben führte, dieses Schimpfwort als Selbstbezeichnung zulegt:

„Die Bezeichnung ‘apiru («Wandernde», «Landstreicher», «Banditen», «outlaws») passt eben nicht nur phonetisch, sondern gerade auch semantisch besonders gut zu einer Gruppe, die ihre Zusammengehörigkeit nicht (nur) auf biologische Verwandtschaft, sondern (besonders auch) auf eine gemeinsame (alternative, oppositionelle) Lebensform gründet. Diese ḫabiru oder ‘apiru erscheinen in den Quellen, besonders in der in einem Archiv in Amarna aufgefundenen Korrespondenz zwischen dem ägyptischen Hof, den palästinischen Vasallen und den benachbarten Reichen Mitanni, Hatti und Babylonien, als eine nicht nur nomadisierende, sondern auch aufrührerische Bewegung, die sich vor allem gegen die von Ägypten abhängigen Stadtkönige und damit auch gegen Ägypten richtet. Auch ohne so weit zu gehen, die ḫabiru oder ‘apiru schlichtweg mit den Hebräern zu identifizieren, legt sich doch die Frage nahe, ob nicht antiägyptische Erinnerungen dieser Gruppe in die spätere Exodus-Mose Mythologie eingegangen sein könnten.“

Auch Finkelstein und Silberman schließen eine mögliche Verbindung zwischen Hebräern und Apiru nicht aus: „Möglicherweise erinnerte man sich in späteren Jahrhunderten an das Phänomen der Apiru und nahm sie in die biblischen Texte auf.“

#### Frondienst in der 18. und 19. Dynastie
Dass infolge von siegreichen Kriegszügen auch reiche Tribute in Sklaven von den Besiegten verlangt wurden, ist bereits für das 19. und verstärkt für den Zeitraum vom 15. Jahrhundert bis zur Amarna-Zeit belegt. Besiegte und Tributäre sind in den meisten Fällen Kanaaniten. Eine Stele des Pharaos Amenophis II. gibt Zahlen für die Deportation von Gefangenen an, die nach manchen Historikern auf eine Politik der Massendeportation hinweisen: Um die 100.000 Mann, davon 15.000 Schasu-Beduinen, 3.600 Apiru.
Aus der Zeit von Ramses II. sind zwei Papyri erhalten, die ausdrücklich Apiru-Leute erwähnen, die Bauarbeiten verrichten mussten: Im Papyrus Leiden 348 heißt es, dass Apiru Steine für einen Pylon zu schleppen haben. Für James K. Hoffmeier handelt es sich bei dem nicht eindeutig identifizierbaren Gebäude um einen Tempel, für Ricardo Caminos dagegen um einen Palast. Eine Parallele dazu ist der versehrte Papyrus Leiden 349, der ebenfalls Apiru im Staatsdienst nennt. Dementsprechend haben Bibelhistoriker wie Georg Fohrer und Helmut Engel gefolgert, dass die Israeliten in Ägypten Kriegsgefangene gewesen seien.
Hoffmeier geht davon aus, dass es von der frühen 18. Dynastie bis zur Thronbesteigung Ramses’ II. in Ägypten nur so von semitisch-sprachigen Menschen wimmelte. Deshalb sei die Anwesenheit von „Israeliten“ / „Hebräern“ in diesem „Mix“ während des Neuen Reiches durchaus plausibel. Die Semiten, die bereits in Ägypten lebten, seien gleich behandelt worden wie die Kriegsgefangenen, die Frondienst leisten mussten.
Finkelstein und Silberman weisen jedoch darauf hin, dass die Merenptah-Stele Israel als eine Gruppe erwähnt, die bereits in Kanaan lebte. Darüber hinaus gebe es keinen einzigen Beleg für Israeliten in Ägypten: weder auf monumentalen Inschriften, noch in Grabinschriften und auch nicht auf Papyrus: Israel gebe es nicht – weder als möglichen Feind Ägyptens noch als Freund und auch nicht als versklavte Nation. Ebenso wenig gebe es archäologische Funde in Ägypten, die man direkt mit einer bestimmten ethnischen Gruppe in Verbindung bringen könnte, die im Ostdelta siedelte – im Gegensatz zu einer Konzentration von Wanderarbeitern aus vielen Gegenden.

#### Kanaanitisches Vierraumhaus und Tempelsklaven der 20. Dynastie

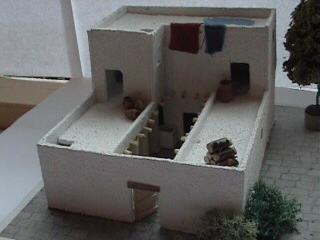
Modell eines typischen sogenannten Vierraumhauses

Manfred Bietak sieht einen archäologischen Beleg für die Deportation von Personen aus dem kanaanitischen Raum nach Ägypten in der Entdeckung des sogenannten Vierraumhauses innerhalb des Tempelbezirks von Eje und Haremhab in Medinet Habu (Theben-West), das in die Zeit von Ramses IV. datiert wird. Die Ausgräber vermuteten darin Quartiere von Arbeitern, die den Tempel zur Baumaterialgewinnung abbrechen sollten, vermutlich für ein neues Tempelprojekt durch Ramses IV. Der Grundriss zeigt einen rechteckigen Hof, der von drei Seiten von Raumelementen umgeben ist. Die gleiche Raumkonfiguration findet sich im sogenannten israelitischen Vierraumhaus. Auch in seiner Größe von 9,5 × 10 m entspricht der thebanische Grundriss sehr gut dem Vierraumhaus. Einzige Abweichung ist, dass der Eingang nicht durch die südliche Umfassungsmauer in den Hof, sondern von Norden her durch das mittlere Raumelement führt. Nach Bietak gibt es am Hausgrundriss allerdings so spezifische Details, „dass an der Identifizierung als Vierraumhaus der Eisenzeitkultur Judäas kein Zweifel besteht“.
Als Erbauer kommen in erster Linie Tempelsklaven aus der Region von Judäa in Frage, die von einem Feldzug Ramses III. stammen. Das könnten Seevölker, insbesondere Philister, oder Schasu-Beduinen gewesen sein. Der Papyrus Harris I gibt über die Verteilung solcher Kriegsgefangener auf die Tempel Ägyptens Auskunft. Eine Identifizierung der Arbeiter mit den Schasu-Beduinen zieht Bietak insbesondere deshalb in Betracht, da sie aus der Wüste Seïr stammen, die in biblischen Quellen mit JHWH verbunden ist (Deut. 33,2; Ju. 5,4–5; Habakuk 3,3) – und möglicherweise seit dem 15. oder 14. Jahrhundert v. Chr. auch in ägyptischen Quellen. Deshalb hält es Bietak für möglich, in der Seïr-Region den Ursprung der JHWH-Verehrung zu suchen, und vielleicht sogar die Kerngruppe der Protoisraeliten.
Allerdings werden in der Exodus-Erzählung keine Kriegsgefangenen oder Tempelsklaven genannt. Es könnte sich aber um einen zufälligen Beleg für ein weit verbreitetes Phänomen in Ägypten handeln. Obwohl beim Vierraumhaus meistens von einem „israelitischen Wohnhaus“ gesprochen wird, ist die ethnische Zuteilung nicht eindeutig, „wenngleich wohl der Großteil der Israeliten aus diesem pool hervorgegangen ist“. Für Bietak spricht deshalb einiges dafür, dass unter dem Kontingent der Tempelsklaven der 20. Dynastie Protoisraeliten vertreten waren.

### Protoisraelitische Besiedlung der Region Judäa
Die ersten archäologisch nachgewiesenen Spuren einer früh- oder protoisraelitischen Besiedlung der Region Judäa gehen auf die Zeit zwischen dem 12. und dem 11. Jahrhundert v. Chr. zurück. Lawrence E. Stager zufolge sind 93 % aller im 12.–11. Jahrhundert bewohnten Siedlungen des palästinischen Berglandes neue unbefestigte Dörfer. Die meisten wurden über mehrere Generationen bis hin in die Königszeit bewohnt. Für diese Siedlungen, die als „früh-“ oder „protoisraelitisch“ bezeichnet werden, sind eine Reihe von Merkmalen identifiziert worden, die als Anzeichen für die ethnische Einheitlichkeit der Bevölkerung dieser Region interpretiert werden: Die bewohnten Areale sind in der Regel kleine (um die 100 Einwohner) unbefestigte Dörfer, deren Häuser in 2er- oder 3er-Blöcken mit gemeinsamen Mauern und teilweise gemeinsamen Einrichtungen gruppiert sind. Die Typologie dieser Häuser – mit 3 bis 4 Zimmern und einem durch steinerne Pfeiler geteilten Innenhof (pillar-courtyard houses) hat keine Entsprechung in der kanaanäischen Bronze- und Eisenzeit I. und weist auf eine soziale Organisation, die auf Großfamilien basiert. Auch das Fehlen von militärischen Anlagen, von Tempeln, Palästen und sonstigen monumentalen Bauten hat die Schlussfolgerung nahegelegt, dass die Bevölkerung dieser Dörfer eine stammesbasierte, nicht hierarchisch organisierte Gesellschaftsform hatte.
Finkelstein und Silberman nehmen deshalb an, dass sich die Volksgruppe Israel im ausgehenden 13. Jahrhundert v. Chr. als eigenständige Gruppe entwickelte. So hat um 1200 v. Chr. ein deutlicher sozialer Wandel stattgefunden, für den es keine Anzeichen für eine gewalttätige Invasion oder Infiltration einer klar definierten ethnischen Gruppe gibt. Stattdessen schien eine Revolution in der Lebensweise stattgefunden zu haben: „In den zuvor dünn besiedelten Gebieten des Judäischen Berglands im Süden bis zum Bergland von Samaria im Norden, weitab von den kanaanäischen Städten, die kurz vor ihrem Zusammenbruch und ihrer Auflösung standen, entstanden unvermittelt zweihundertfünfzig Gemeinden auf Bergspitzen. Hier lebten die ersten Israeliten.“ (Siehe auch Landnahme der Israeliten)

### Wanderbewegungen und Seevölker
Gegen Ende des 2. Jt. v. Chr. wurde der Mittelmeerraum von einer großen Wanderungswelle erfasst, die im Allgemeinen das Ende der Bronzezeit und den Beginn der Eisenzeit im östlichen Mittelmeerraum markierte. Zur See operierende Völker schlossen sich mit zu Lande agierenden Völkern zu einer Koalition zusammen und zerstörten im östlichen Mittelmeerraum viele Städte und Reiche. Auch die Ägypter hatten sich in schweren Kämpfen gegen die Seevölker zu wehren.
Der Prophet Amos bringt die Erinnerung an diese Wanderungen auch mit dem Exodus in Verbindung:

„Seid ihr für mich mehr als die Kuschiter, ihr Israeliten? – Spruch des Herrn. Wohl habe ich Israel aus Ägypten heraufgeführt, aber ebenso die Philister aus Kaftor und die Aramäer aus Kir.“

Die Philister bringen eine neue materielle Kultur und vertreiben die Bewohner der Küstenregion ins Bergland, wo im 12. und 11. Jahrhundert v. Chr. die protoisraelitischen Siedlungen entstanden. Demnach kommen die Israeliten nicht von anderswo her, sondern haben sich nur innerhalb Kanaans bewegt. Aus dieser oder etwas früherer Zeit (um 1220 v. Chr.) stammt auch die Merenptah-Stele mit der Erwähnung Israels. Deshalb hält es Assmann für möglich, „dass ein kanaanäischer Stamm dieses Namens einmal nach Ägypten ein- und später von dort wieder ausgewandert ist, möglicherweise unter der Führung eines Mannes namens Mose.“

### Assyrische Bedrohung

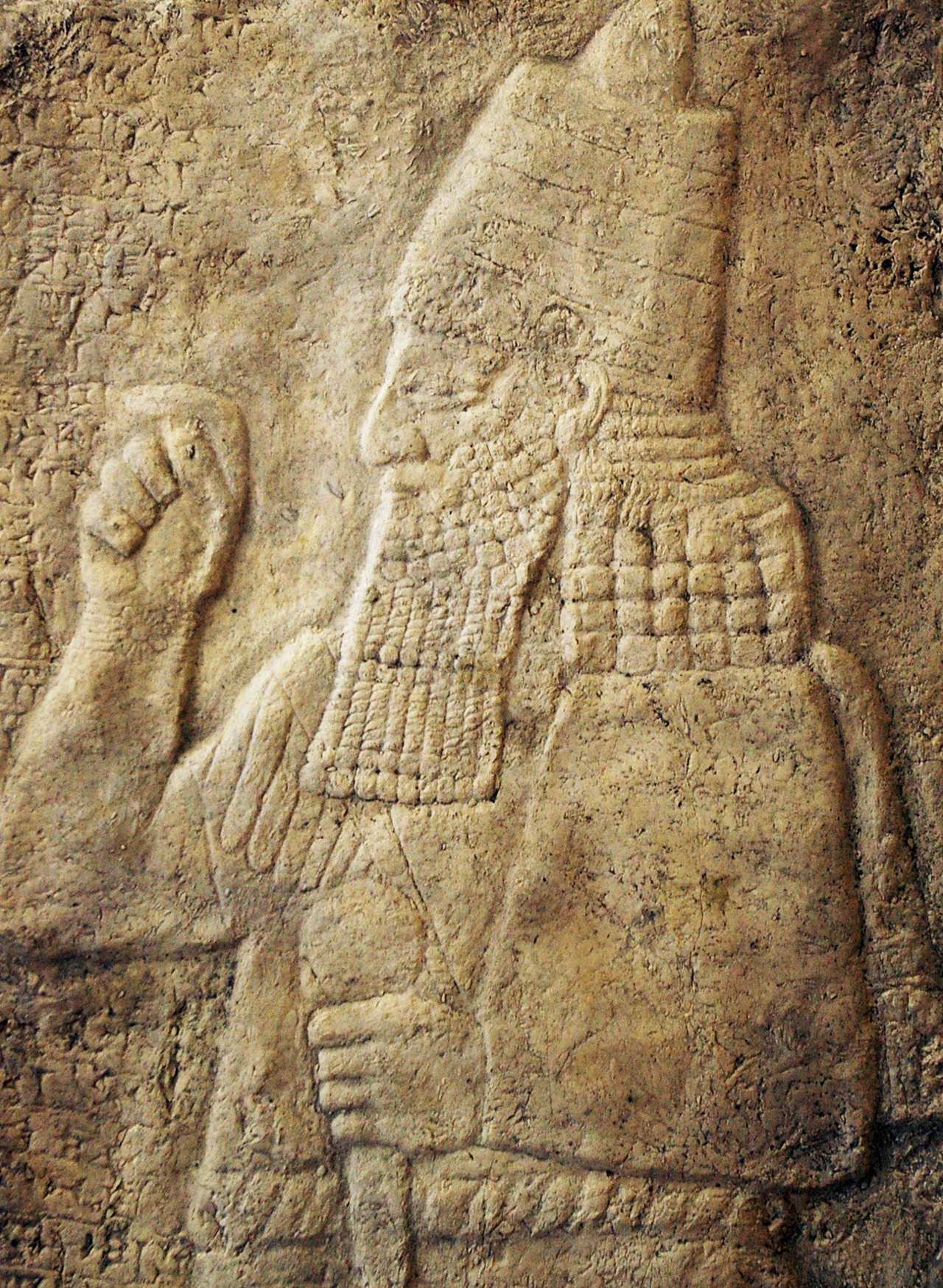
Der assyrische Großkönig Sanherib

Da die Exoduserzählung vermutlich ihre früheste Gestalt im 7. Jahrhundert v. Chr. angenommen hat, sieht sie Helmut Utzschneider von alttestamentlichen Vorgaben her (zunächst) als eine Reaktion auf eine assyrische Bedrohung des späten judäischen Staatswesens. Sie könnte beispielsweise die Belagerung Jerusalems im Jahr 701 durch den assyrischen Großkönig Sanherib reflektieren. Dies wird vor allem auf der Grundlage einer theologischen Befreiungserfahrung begründet. Sie hat damit die Funktion einer theologischen Hilfskonstruktion und hilft die bedrängende und verwirrende Wirklichkeit durchschaubar zu machen und sich in ihr zurechtzufinden.

„Im Spiegel der Exoduserzählung lernt sich der Leser kennen als ein politisches Subjekt zwischen Verzweiflung und Hoffnung. In aller seiner Kurzatmigkeit bekommt er Anteil am langen Atem Gottes. Darin liegt wohl auch das – um mit Hegel zu reden – ‚Allgemeine und Substantielle‘, die epische Gesamtanschauung, die die Exoduserzählung zu vermitteln vermag.“

Von assyrischen Quellen her entwickelt Eckart Otto eine ähnliche Sicht. Seiner Meinung nach bezieht sich die Exoduserzählung auf Ereignisse unter König Manasse von Juda (ca. 696–642 v. Chr.), während dessen Regierungszeit Judäer Zwangsarbeiten für den assyrischen König Asarhaddon (680–669 v. Chr.) ausführen mussten. Die Moses-Figur sei dabei als Gegenentwurf politischer Theologie zur neu-assyrischen Königsideologie im 7. Jahrhundert v. Chr. und als Adaption der Sargonlegende zu verstehen.

### Zwangsarbeiter unter Pharao Necho II.
Necho II. regierte als zweiter Pharao (König) der Saïten-Dynastie von 610 bis 595 v. Chr. Er unternahm den ersten Versuch, einen Kanal durch das Wadi Tumilat zu bauen, um eine Verbindung zwischen dem Nil und dem Roten Meer herzustellen. Man kann davon ausgehen, dass für diese Baumaßnahme ausländische Kriegsgefangene und Zwangsarbeiter eingesetzt wurden. Herodot (Hist. 2,158) spricht von 120.000 Arbeitern, die beim Bau ums Leben gekommen sind. Nach dem Theologen Wolfgang Oswald sei die Zahl nicht quantitativ zu werten, sondern qualitativ. Sie vermittle deshalb einen Eindruck von der Grausamkeit der beim Kanalbau angewandten Zwangsarbeit. Einen historischen Anhaltspunkt liefert vielleicht die Erwähnung der Stadt Pitom, die möglicherweise im Zuge des Kanalbaus gegründet wurde.
Es gibt zwar keine ausdrücklichen Belege von judäischen Kriegsgefangenen, in 2Kön 23,33–35 wird aber immerhin davon berichtet, dass Necho II. den judäischen König Joahas nach Ägypten verschleppt und einen sehr hohen Tribut verlangt hat. Juda war auf jeden Fall bis zur Schlacht bei Karkemiš 605 v. Chr. ein Vasallenstaat der Saiten.
Für Oswald ist deshalb die Wahrscheinlichkeit groß, „dass entweder nach der ägyptischen Niederlage bei Karkemisch oder nach dem Abbruch des Kanalbaus und der darauf einsetzenden Verteufelung Nechos II. solche Zwangsarbeiter wieder nach Juda zurückkehrten.“ Damit soll nicht gesagt werden, dass die Exodustradition erst um die Wende vom 7. zum 6. Jahrhundert entstanden ist, „vielmehr scheinen die Oberherrschaft Nechos II. über Juda und sein Kanalbau-Projekt der Anlass für die Aktualisierung der alten Exodus-Tradition gewesen zu sein, die sich in der Abfassung der Exodus-Tradition, wie sie aus dem Exodusbuch rekonstruiert werden kann, niedergeschlagen hat“.

### Multiple Vergangenheit
Verschiedene Forscher gehen davon aus, dass die Exoduserzählung nicht auf eine bestimmte historische Situation zugeschnitten ist. Sie sei aus einer langen und peinvollen Erfahrungsgeschichte Israels entwachsen und resümiere diese Erfahrungen in einer allgemeinen und substantiellen Weise: „So steht sie dann bereit und zwar für ihre Leser, die mit ihrer Hilfe ihre jeweilige Situation deutend erschliessen“. So könnte nach Oswald die Exoduserzählung alle drei Hegemonien des 7. Jahrhunderts v. Chr. als Hintergrund haben: die assyrische (bis etwa 612), die ägyptische (bis 605) und die babylonische (ab 604).
Rainer Albertz verdeutlicht dies unter anderem am namenlosen Pharao: „Der Pharao der Exodusgeschichte wird offenbar absichtlich nicht als geschichtliche Person, sondern als Typ eines Despoten gezeichnet, der brutal und zynisch die Vorfahren Israels unterdrückte (5,3–19) und frech ihren Gott JHWH herausforderte (5,1–2). Diese Offenheit der Erzählung soll ermöglichen, dass die israelitischen Nachfahren ‚den Pharao‘ in wechselnden politischen Situationen immer wieder neu mit den aktuell bedrohenden Potentaten gleichsetzen können, seien es nun die ägyptischen Pharaonen, wie Ramses II., Merenptah oder Ramses III., die eigenen Könige wie Salomo und Ahab, oder die assyrischen und babylonischen Fremdherrscher wie Sanherib und Nebukadnezzar II. Mit Hilfe der Exodusgeschichte soll sich Israel angesichts wechselnder Bedrohungen immer wieder neu seiner Identität als befreites Gottesvolk versichern können.“

### Mittlere Bronzezeit und Minoische Eruption

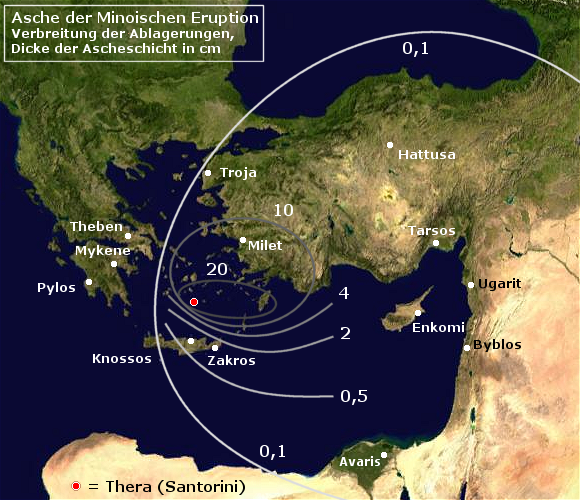
Verteilung der pyroklastischen Ströme und deren Schichtdicken während der Eruption der Thera im östlichen Mittelmeerraum.

So sieht u. a. die Geologin Sivertsen (2009) einen Zusammenhang zwischen den im Pentateuch des Alten Testaments geschilderten Plagen, der Zweiten Zwischenzeit in der Geschichte Ägyptens und der Minoischen Eruption (auch Thera- oder Santorin-Eruption) in der mittleren Bronzezeit. So sei in der später verschriftlichten, alttestamentarischen Narration eine Vielzahl der Phänomene, wie sie in den ‚Plagen‘ beschrieben wurden, durch die Folgen der Eruption erklärbar. Diese wird unterschiedlich datiert (siehe auch Tabelle Datierung der Minoischen Eruption), einige neuere 14C-Datierungen sprechen wiederum für die Jahre 1620 bis 1600 v. Chr.: Die 2006 gelungene Radiokohlenstoffdatierung des Astes eines vom Vulkanauswurf begrabenen Olivenbaums auf Thera, der im November 2002 in der Bimsschicht der Insel gefunden wurde, ergab ein Alter von 1613 v. Chr. ± 13 Jahre.
Es ist unklar, wie sich die Minoische Eruption direkt oder indirekt auch auf die Zivilisation der Minoer ausgewirkt hat, da sie weder schriftliche noch bildliche Darstellungen der Katastrophe hinterlassen haben. Die bereits erwähnten archäologischen Zeugnisse sprechen „nur“ gegen eine plötzliche Zerstörung der minoischen Kultur durch die Eruption. Zwischen der minoischen Kultur, deren Ausstrahlen weit im östlichen Mittelmeer nachweisbar ist, und insbesondere Ägypten bestanden enge Beziehungen. Bis um etwa 1400 v. Chr. finden sich in ägyptischen Gräbern immer wieder Darstellungen kretischer Gesandtschaften.
| System von Evans   | Chronologie v. Chr. (Neupalastzeit) | Ägyptische Dynastien (Zweite Zwischenzeit) | System von Platon     | Chronologie v. Chr. |
| ------------------ | ----------------------------------- | ------------------------------------------ | --------------------- | ------------------- |
| Mittelminoisch III | 1700 – 1600                         | 13.–17. Dynastie                           | Ältere Palastzeit III | 1800–1700           |

### Protosinaitische Schrift
Auf der Sinai-Halbinsel, welche die Israeliten nach Num 32,13  40 Jahre lang durchirrten, wurden Inschriften in der sogenannten protosinaitischen Schrift gefunden. Es wird angenommen, dass diese Schrift um 1700 v. Chr. unter dem Einfluss der ägyptischen Hieroglyphen auf der Sinai-Halbinsel entstand und die Vorläuferin der althebräischen Schrift war.